# Parque Nacional de Doñana
O Parque Nacional de Doñana está no sudoeste da comunidade autónoma da Andaluzia, Espanha, estendendo-se pelas províncias de Huelva, Sevilha e Cádis. Doñana é a maior área protegida da Espanha, com 122 487 ha (54 251 ha de parque nacional mais 68 236 ha de parque natural. Foi declarado Patrimônio da Humanidade pela UNESCO em 1994.

## História
O parque recebeu esse nome porque Doña Ana era o nome da filha da princesa de Éboli e seu marido, Alonso de Guzmán y Sotomayor[en], Duque de Medina-Sidonia), que foi o líder da Invencível Armada. E assim, sempre que conquistavam ou compravam novos territórios, eles os chamavam de "El Bosque de Doña Ana". O nome Doñana surgiu apenas depois do século XVI.
Doñana era centro de muita atenção em tempo remotos, recebendo visitas de figuras muito importantes. Filipe IV de Espanha, o Duque de Olivares, Quevedo e a esposa de Napoleão III de França foram alguns de seus ilustres visitantes.

## Clima
O clima do Parque Nacional de Doñana é ameno, de tipo mediterrânico, caracterizado por invernos úmidos e verões secos. A chuva é mais presente nas estações intermédias (primavera e outono).

## Fauna
No total, no Parque Doñana foram catalogados 20 espécies de peixes de água doce, 11 de anfíbios, 21 de répteis, 37 de mamíferos não marinhos e 360 aves, das quais 127 se reproduzem habitualmente no Parque.

### Algumas Espécies
- Pato-ferrugíneo
- Garça-imperial
- Recurvirostridae
- Lince-ibérico

## Lince-ibérico

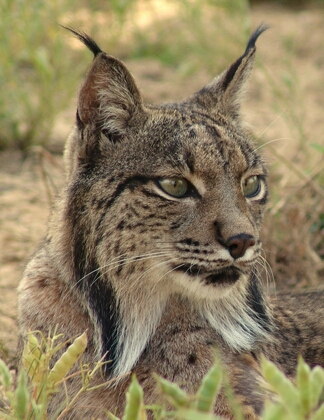
Lince-ibérico

Quase invisível entre a folhagem, o lince-ibérico é um animal que poucas pessoas se podem gabar de já ter visto. Embora não seja considerado um gato, possui muitas semelhanças com esse felino, não só na sua aparência, mas também no seu comportamento. Eles correm, pulam e surpreendem suas presas com uma agilidade admirável e, ainda assim, conseguem ser silenciosos e imprevisíveis, tendo a habilidade de aparecer e desaparecer quase sem nos darmos conta.
São animais de cabeça redonda, focinho curto e dentes afiados, adaptados para cortar carne. Além disso, têm cinco dedos nos membros anteriores e quatro nos posteriores, que terminam com suas garras retráteis. Eles se apoiam apenas nas extremidades das patas.
Nota-se também que possuem membros altos e vigorosos, com patas que parecem desproporcionadamente grandes e os quartos traseiros mais altos que o resto do dorso, o que lhe dá um porte altivo e robusto.
O lince ibérico pode ser confundido com o meio ambiente devido a sua pelagem amarela acastanhada com tons cinzentos e sarapintada de preto.

### Plano de conservação dos linces
Esse disfarce tem como objetivo principal acabar com a ameaçada à população dos linces-ibéricos do Parque Nacional de Doñana, fazendo com que esses animais recuperem-se em quantidade, permitido-lhes uma estabilidade em seu número, o que possibilitaria a sua procriação e expansão para outras áreas.
Para que isso aconteça é realizado um controle sobre a qualidade de seu habitat, onde deve haver uma grande população de coelhos, o seu principal alimento.
Hoje em dia, o lince-ibérico é considerado o felino mais ameaçado de extinção em todo o planeta.

## Flora
A flora existente no Parque de Doñana é muito diversificada, são mais de 900 espécies de plantas. Isso ocorre graças aos diferentes tipos de ecossistemas, tanto aquáticos como terrestres, que podem ser encontrados no parque.
No ano 2000 a organização União Internacional para a Conservação da Natureza (UICN) incluiu algumas espécies ou raras ou singulares do parque para a "Lista Vermelha da Flora Vascular Espanhola" (Lista Roja de La Flora Vascular Española).
No Parque Nacional de Doñana podemos encontrar uma variedade muito grande e diversificada de flora .Algumas das principais árvores e arbustos que podem ser encontradas:
- Árvores: sobreiro, pinheiro-manso, e zimbros, nomeadamente zimbro-rasteiro.

## Problemas do meio ambiente

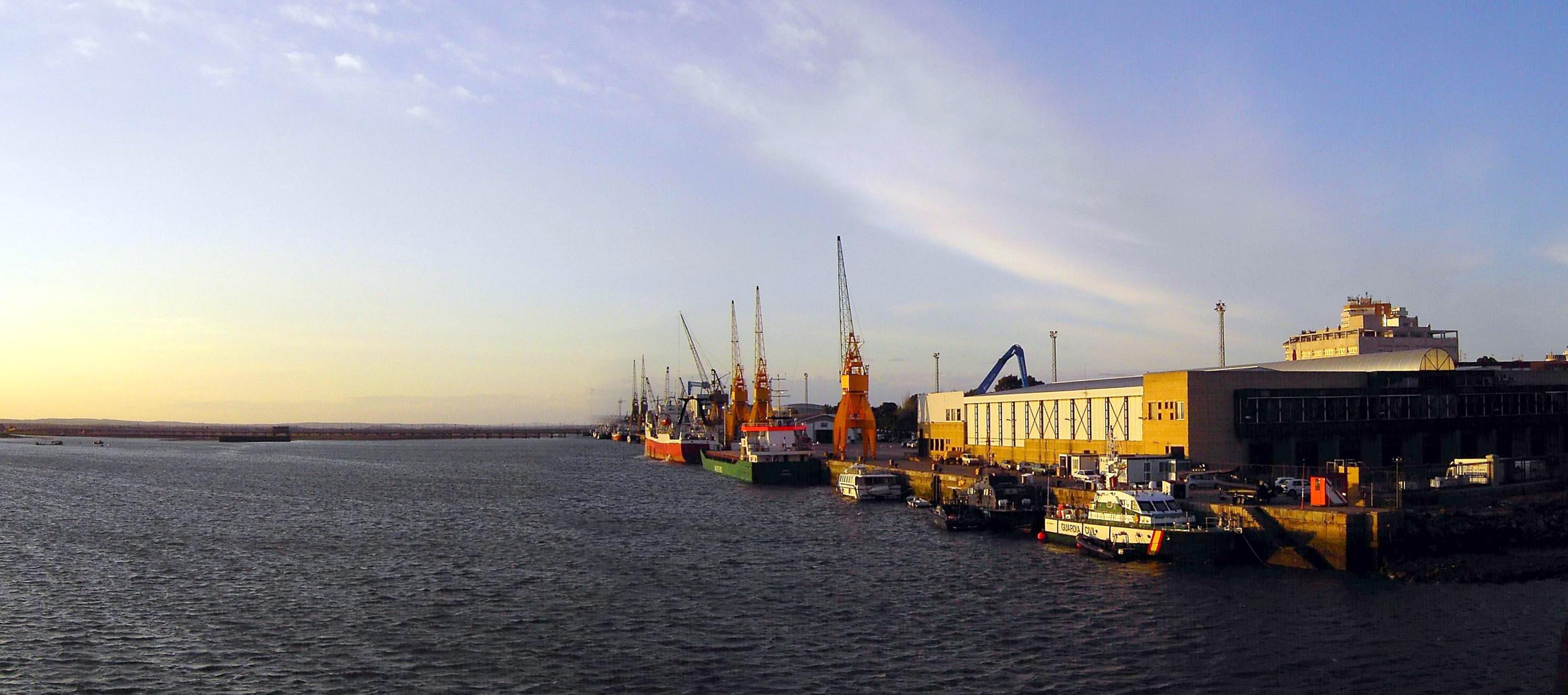
Porto de Huelva

Desde o desastre de Doñana, uma descarga de resíduos tóxicos ocorrida em 1998, a conscientização sobre os problemas a que os espaços naturais estavam sujeitos aumentou. Diversos cientistas começaram a buscar novas maneiras para preservar a fauna e a flora.
Outro dos problemas foi a construção de um oleoduto entre a Estremadura e o porto de Huelva, o que aumentou o número de barcos que frequentavam a zona.
Mesmo com alguns problemas ambientais o Parque Nacional de Doñana não tem quase nenhum vestígio de intervenção humana, na verdade só há um. É a Torre Carboneras, uma pequena torre de vigilância, datada do século XVI.

### Cultivo de morangos
Em 2023, foi anunciado que o Parque Nacional de Doñana está ameaçado de secar. O cultivo extensivo de morangos em toda a orla do parque é o principal impulsionador deste cenário desastroso. Centenas de agricultores bombeiam ilegalmente água dos lençóis freáticos da região do parque nacional para irrigar as suas plantações.

## Estação Biológica de Doñana

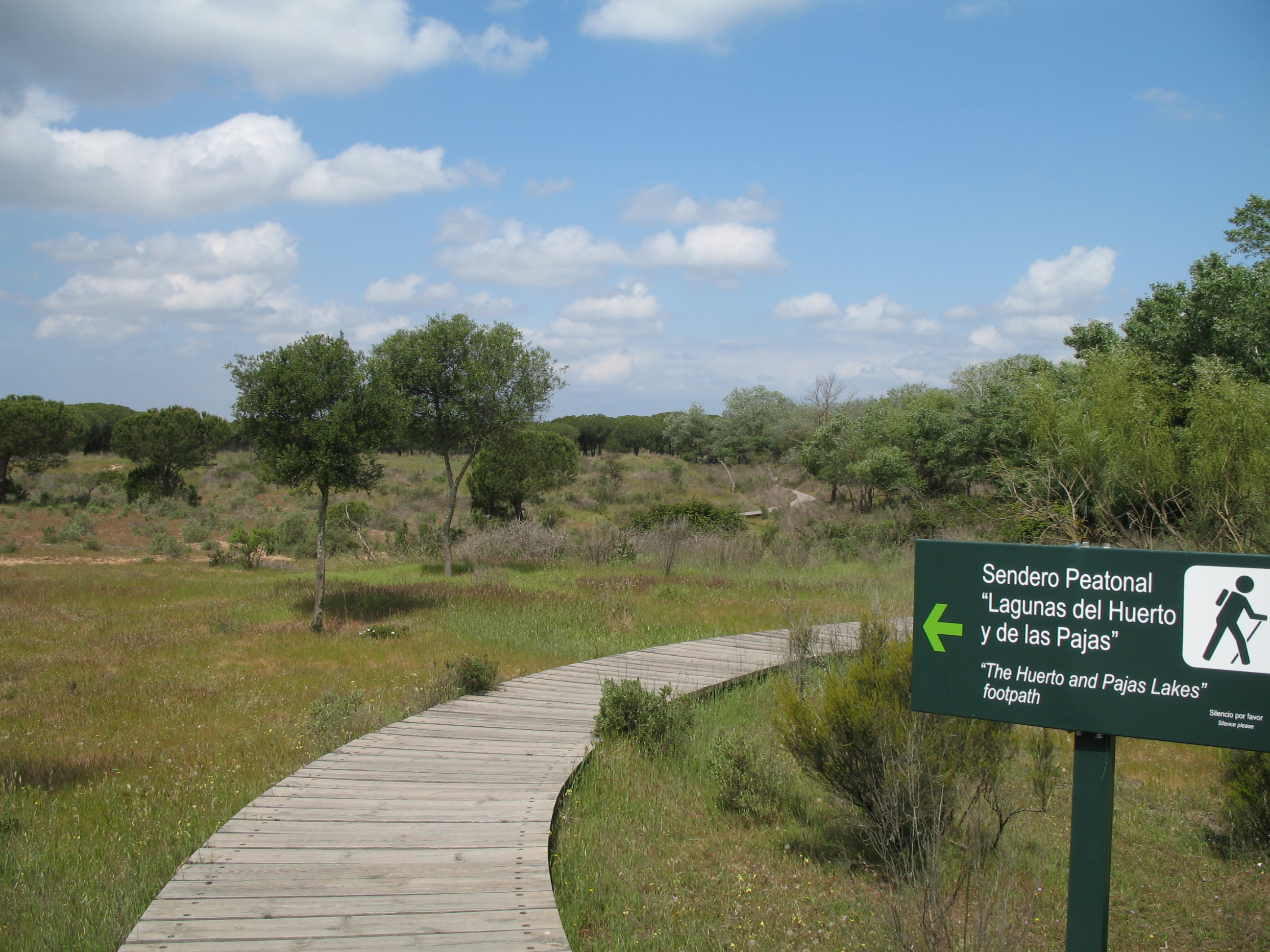
Parque de Doñana

A Estação Biológica de Doñana ou EBD é um centro dedicado ao estudo da ecologia terrestre.
Ele foi criado em 1964 graças ao Governo da Espanha e ao World Wide Fund for Nature (WWF) para garantir a investigação científica sobre os ecossistemas regionais, nacionais e internacionais.
A EBD distribui-se por um centro de investigação em Sevilha, em Almonte e Parque Natural das Serras de Cazorla, Segura e Las Villas na província de Jaén.

## Atlântida
Atlântida é uma lendária ilha ou continente cuja primeira menção conhecida remonta a Platão em suas obras "Timeu ou a Natureza" e "Crítias ou a Atlântida". A cidade perdida de Atlântida pode ter ocupado uma área que hoje é uma zona pantanosa do Parque Doñana, tendo sido submersa devido a um tsunâmi.